# Leandrites deschampsi
Leandrites deschampsi is een garnalensoort uit de familie van de Palaemonidae. De wetenschappelijke naam van de soort is voor het eerst geldig gepubliceerd in 1903 door Nobili.